# Scout (motorfiets)
Scout is een historisch merk van motorfietsen.
De bedrijfsnaam was: Scout Taylor & Hands, Birmingham.
Dit was een klein Brits bedrijf dat motorfietsen met 498cc-Precision-eencilinder zijklepmotoren maakte. De productie van deze motorfietsen duurde niet lang: ze begon in 1912 en eindigde in 1913.